# Melaleuca teretifolia
Melaleuca teretifolia är en myrtenväxtart som beskrevs av Stephan Ladislaus Endlicher. Melaleuca teretifolia ingår i släktet Melaleuca och familjen myrtenväxter.
Artens utbredningsområde är Western Australia. Inga underarter finns listade i Catalogue of Life.